# لسای
لسای (به فرانسوی: Lessay) یک کمون در فرانسه است که در Canton of Lessay واقع شده‌است.

## خصوصیات
لسای ۲۲٫۲۳ کیلومترمربع مساحت و ۱٬۷۶۳ نفر جمعیت دارد و ۱۰ متر بالاتر از سطح دریا واقع شده‌است.